# Керетаро
Цей термін також посилається на столицю штату місто Керетаро
Кере́таро (офіційна назва: Керетаро-[де]-Артеага ісп. Querétaro [de] Arteaga, ацт. Chīchīmēcalco, отомі: Maxei, Масауа: K'eriretarhu також K'erendarhu) — один із 31 федерального штату Мексиканської Республіки, розташований в центрі країни, на півдні Мексиканського нагір'я. Столиця штату — місто Сантьяго-де-Керетаро (Santiago de Querétaro), хоча звичайно назва «Керетаро» використовується і для міста і для штату.
Вважається, назва прийшла з мови індійців отомі (Otomí) і означає «велика гра в м'яч», або з мови індійців тараско (пурепеча) і означає «місце каменів». Варто відзначити, що місцевість Ла Каньяда (La Cañada) на схід від Сантьяго-де-Керетаро відмічено вузькою ущелиною, що має два горби з протилежних боків, схожу на майданчик для індіанської гри в м'яч.
Керетаро граничить на півночі з штатом Сан-Луїс-Потосі́, на заході з штатом Ґуанахуато, на сході з штатом Ідальго, на південному сході з штатом Мехіко і на південному заході з штатом Мічоакан.
Столиця Сантьяго-де-Керетаро (Керетаро) розташована приблизно за 200 км на північний захід від Мехіко. Місто відоме своєю архітектурою колоніальної епохи.

## Історія

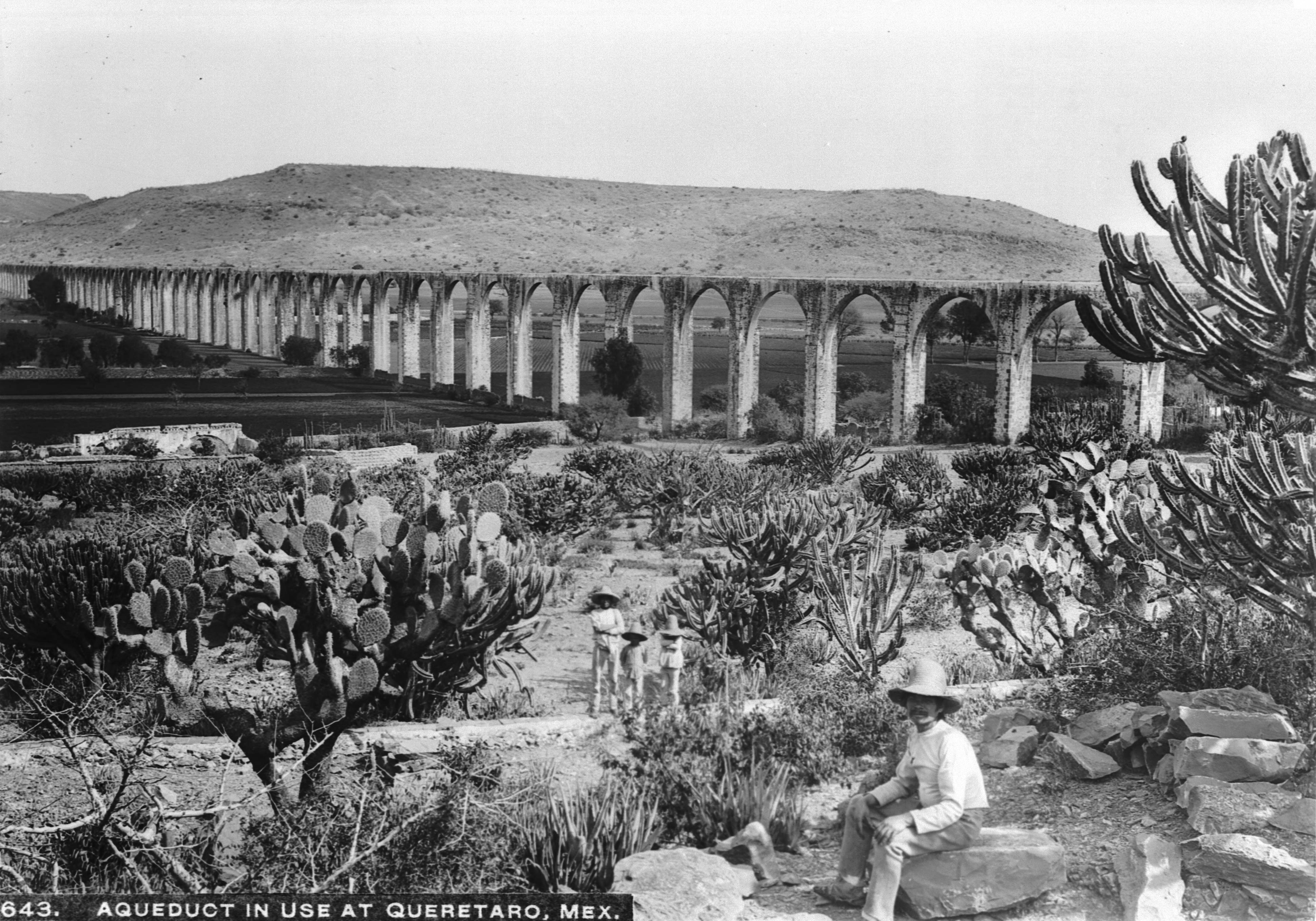
Акведук в Керетаро (1905-1910)

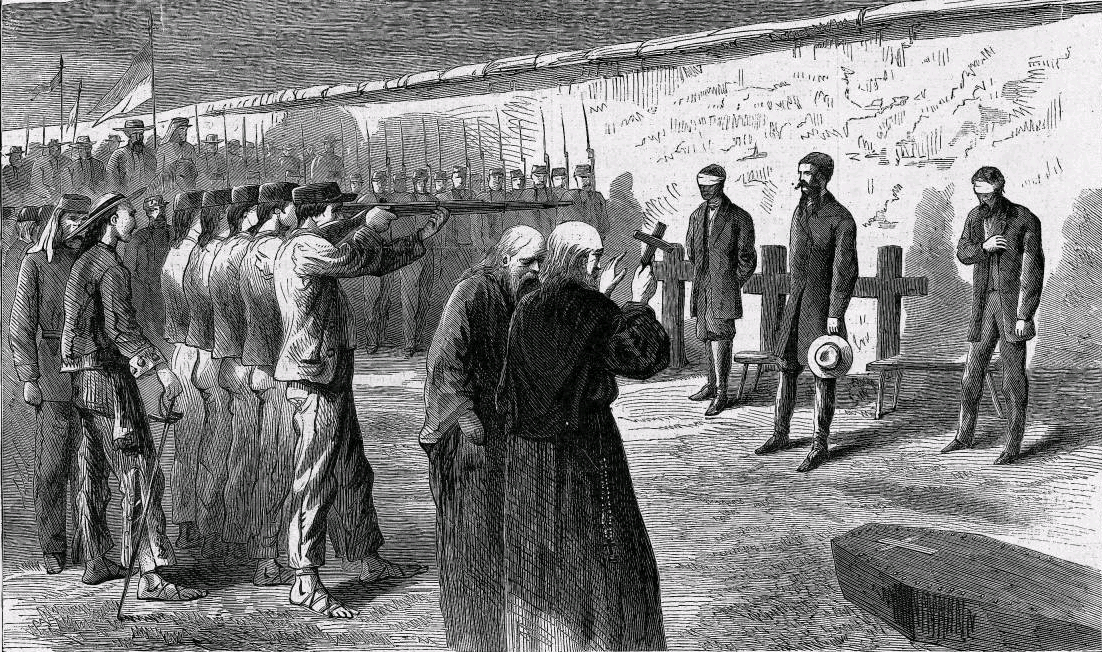
Розстріл імператора Максиміліана I (19 червня 1867)

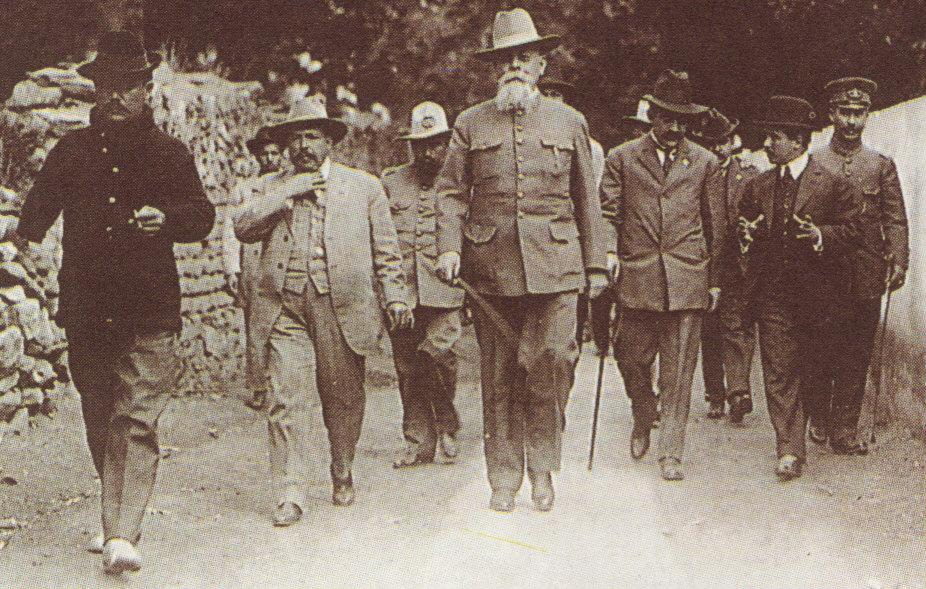
Венустіано Карранса та інші лідери мексиканського конституціоналістського руху в Керетаро в 1916 році.

У 1824 році, згідно першої Конституції незалежної Мексики, Керетаро став одним із штатів держави. Війна за незалежність створила нестабільні економічні умови. Боротьба за владу поміж лібералами та консерваторами змінювала статус Керетаро зі штату на департамент і навпаки. За період 1824-1855 років у штаті змінилося 25 губернаторів. 
Протягом усього часу американо-мексиканської війни Керетаро слугував тимчасовою столицею Мексики і саме тут Ідальго Гуаделупе підписав договір із США про закінчення війни. У 1857 році була оприлюднена нова Конституція штату, а також у Керетаро було створилиено коаліцію зі штатами Халіско, Агуаскальєнес, Сакатекас, Ґуанахуато та Мічоакан для захисту конституції від плану Такубайя.
Під час інтервенції французів до Мексики, консерватори стали на бік імператорських військ. Проте наставник Наполеона III Максиміліан I невдовзі втратив підтримку консерваторів. У складі імперії лишилося 4 штати,  серед яких був і Керетаро.  19 червня 1867 року Максиміліан із двома вірними генералами Мігелем Мірамоном і Томасом Мехіа був доправлений до пагорбу Серро-де-лас-Кампанас, що на околиці міста Керетаро. Вирок мали здійснювати 18 солдат. Бл. 7-ї ранку імператора та двох його вірних прибічників розстріляли. Невдовзі було оприлюднено нову конституцію. яка створювалась на основах лібералізму. 
У 1879 році, під час режиму Портфіріо Діаса, була написана нова конституція штату. Починаючи з 80-тих років у Керетаро почав відбуватися економічний прогрес -- були створені текстильні фабрики такі як "Hercules", "Casa Rubio" та ще дві фабрики в містах Сан-Антоніо та Ла-Пурізма. В гірничій промисловості на шахтах "El Doctor", "Río Blando", "Maconí" та "Escanelilla" видобувалося срібло, золото, мідь та свинець. До кінця XIX ст. з'явилася сучасна інфраструктура, така як електрика, телеграф та телефонія. Промисловість зростала і модернізувалася, текстильна фабрика "el Hercules" стала однією з найбільших фабрик в Мексиці.  У 1882 році в столиці побудували залізницю, яка сполучала її з іншими сусідніми штатами. На початку ХХ ст. запрацювала освітня програма -- були створені коледж та бл. 50 початкових шкіл. У 1906 році почалося будівництво акведука для зрошування полів, яке завершилося  в 1910 році. Проте на той же час в Керетаро, та в інших штатах країни, почалися масове невдоволення диктатурою Діаса. У 1909 році вибухнув страйк робітників на фабриці "el Hercules".
На початку мексиканської революції в столиці та в містах Ялтан-де-Серра та Кадерейті вибухнули повстання. У 1911 році губернатор штату Гонзалес де-Косіо подав у відставку. Новий губернатор Хокін Ф. Чікаррожалпан (ісп. Joaquín F. ChicarroJalpan) об'єднався з федеральними силами  Вікторіа Хуарта. У 1916 та 1917 роках федеральний уряд Венустіано Карранзи залишив Мехіко перемістивши столицю Мексики в Керетаро. У 1917 році в Керетаро була оприлюднена нова конституція Мексики. 
Після завершення революції економіка штату перебувала довгий час у занепаді. Лише протягом 1940-1960 рр. в штаті відбувся економічний бум, з розвитком та модернізацією промислової інфраструктури. У наступні 30 років столиця розширилася більше ніж в 4 рази, а в 1996 році була оголошена історичною спадщиною ЮНЕСКО. В цьому ж році назва столиці була змінена на Сантьяго-де-Керетаро. У 2008 році було внесено поправки до конституції штату, згідно яких повна офіційна назва штату звучала як Керетаро-де-Артеага.

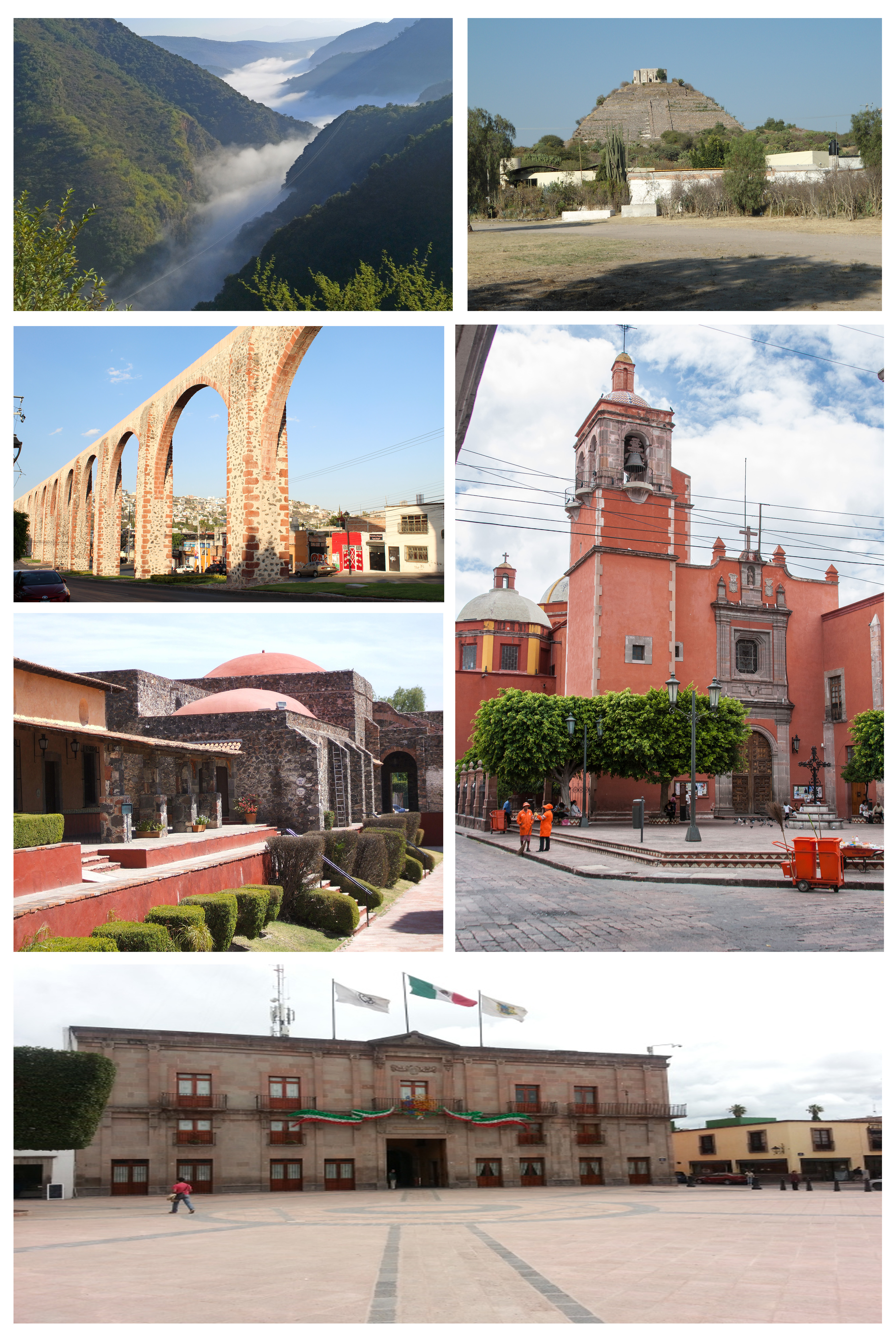
Querétaro